# Elga Maly
Elga Maly (* 8. Jänner 1921 in München; † 1. November 1989 in Graz) war eine österreichische Malerin.

## Leben
Elga Maly war die uneheliche Tochter von Ida Maly. Sie wurde aufgrund von deren prekärerer finanzieller Lage 1923 an Pflegeeltern in Graz übergeben. Sie studierte bei Kurt Weber, ihrer Tante Paula Maly und Fritz Hartlauer in Graz. Elga Maly begann mit 35 Jahren zu malen und war von 1969 bis 1981 als Kunsterzieherin an der Bundesbildungsanstalt für Arbeitslehrerinnen in Graz tätig. Sie war Mitbegründerin des Forums Stadtpark in Graz, wo sie als freischaffende Künstlerin lebte.
Über Tachismus, strukturelle Malerei und Informel gelangte sie zur reinen Farbe, zu inneren Landschaften und zu expressiver „Neuer Figuration“. Nach dem Erlernen druckgraphischer Techniken schuf sie Lithographien mit stark farbigen, abstrakten Kompositionen.
Elga Maly war mit Günter Waldorf verheiratet.

## Preise und Ehrungen
- 1962: 1. Preis des Bundesministeriums für Unterricht in der Ausstellung „Steirisches Kunstschaffen in Wien“
- 1963: Kastner & Öhler-Kunstpreis beim Joanneum-Kunstpreis des Landes Steiermark
- 1964: Preis der Stadt Salzburg für Lithographie
- 1966: Ankaufspreis beim 10. Österreichischen Graphikwettbewerb Innsbruck
- 1967: Preis des Fremdenverkehrsvereins Murska Sobota
- 1971: Kunstpreis der Stadt Köflach
- 1978: Förderungspreis der Stadt Graz
- 1984: Würdigungspreis des Landes Steiermark für Bildende Kunst
- 1985: Kunstmedaille der Landeshauptstadt Graz
- 1985: Verleihung des Berufstitels Professor

## Werke

### Sammlungen mit ihren Werken
- Graphische Sammlung Albertina, Wien
- Österreichische Galerie am Oberen Belvedere, Wien
- Landesmuseum Ferdinandeum, Innsbruck
- Neue Galerie der Stadt Linz
- Museum des 20. Jahrhunderts, Wien
- Stadtmuseum Graz
- in privaten Sammlungen des In- und Auslandes

## Publikation
- Die Sinnlichkeit der Erinnerung. Herausgegeben vom Stadtmuseum Graz. Graz 2001.